# Шюко-Арена
«Шюко-Арена» (нем. SchücoArena) — футбольный стадион, расположенный в Билефельде, Германия. C 1926 года домашняя арена билефельдской «Арминии». Носит имя спонсора, компании Schüco.

## История
Футбольное поле было открыто в 1926 году на земле, приобретенной у фермера по фамилии Ломанн. Стадион получил название «Альм» (нем. Alm), потому что в первые годы он не был похож на футбольный стадион, и поэтому один из членов «Арминии» сказал, что не хватает всего несколько коров, чтобы выглядеть как Alm (рус. альпийский луг). В 1957 году он получил травяноe покрытие и построили первые трибуны.
До 1971 года все трибуны были террасированными, но после того, как «Арминия» вышла в Бундеслигу, была построена первая трибуна с сидячими местами. К 1978 году были построены три новые трибуны и вместимость стадиона составила 34 222 человека. К 1985 году из-за серьёзных структурных проблем вместимость снизилась до 18 500, а затем до 15 000.

### Реконструкция

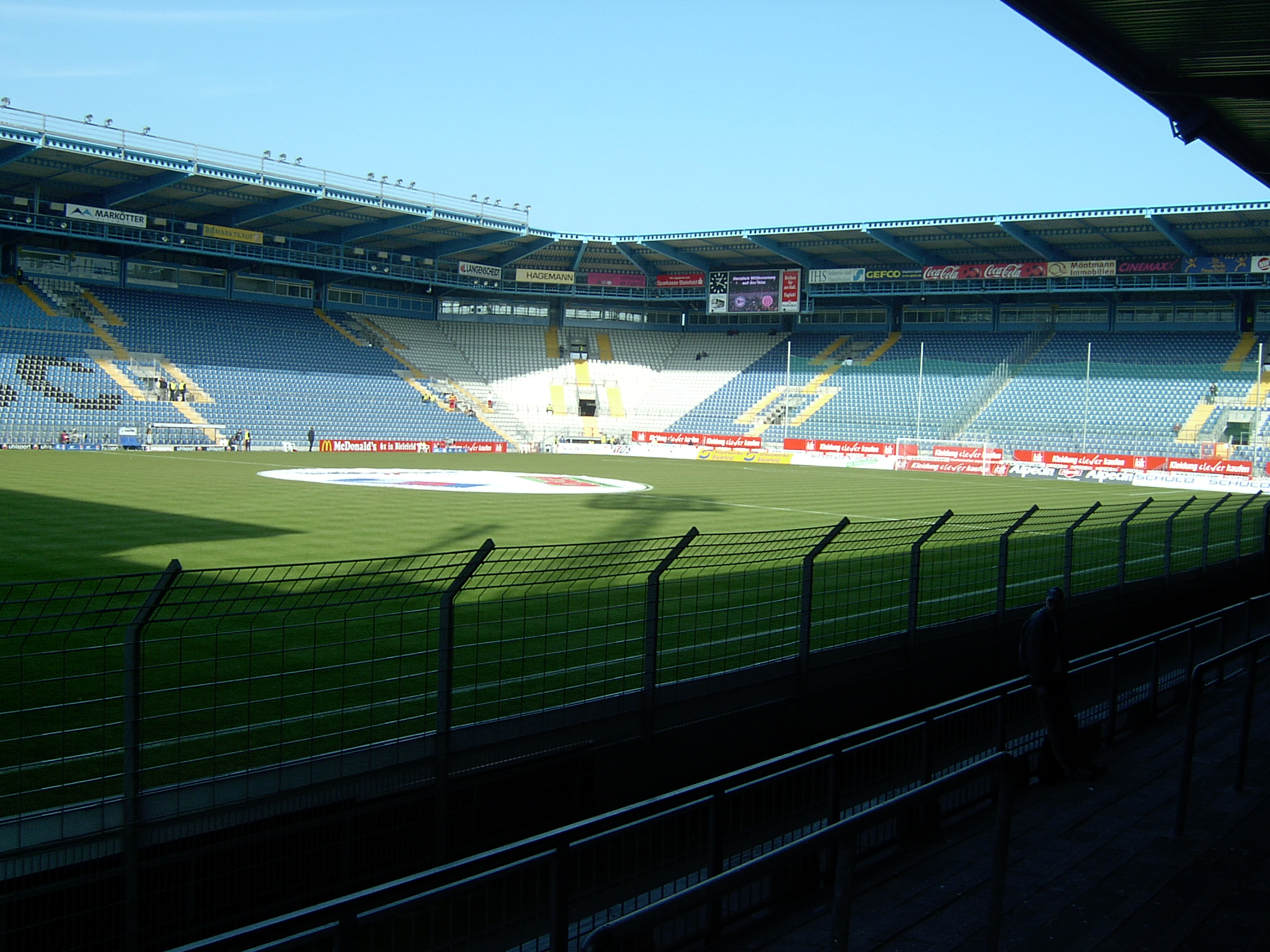
Северо-западная часть стадиона

В 1996 году начались восстановительные работы: сначала была перестроена Северная трибуна, а затем Западная трибуна, в результате чего вместимость составила 22 512 человек. В 1999 году южная трибуна была перестроена, увеличив пропускную способность до 26 601, а в июне 2007 года после завершения строительства восточной трибуны она достигла 28 008 мест. Восточная трибуна имеет ультрасовременную стеклянную крышу, которая содержит фотоэлементы, встроенные в стекло (а не установленные на нем), которые вырабатывают электричество для клуба.

### Продажа
В ноябре 2018 года «Арминия» объявила о продаже стадиона компаниям «3BO GmbH» и «STBO GmbH» (по 50 процентов каждой) с целью дальнейшего улучшения финансового положения клуба. Среди акционеров есть «Dr. August Oetker KG» и «Gauselmann AG». Тем не менее, клуб сохранил за собой все права, такие как доход от аренды и права на название.

## Транспорт
Стадион хорошо доступен общественным транспортом. Вокзал Билефельд находится всего в нескольких минутах езды по линии 4 (красная линия) штадтбанa. Парковка для стадиона находится у Билефельдского университета.

## Ссылка
- Стадион на странице клуба Архивная копия от 24 февраля 2021 на Wayback Machine  (нем.)